# François Duyckaerts
François Duyckaerts est un psychologue, philosophe et psychanalyste belge, né à Montzen le 26 mai 1920 et mort à Vaux-sous-Chèvremont le 19 juillet 2006.

## Biographie
Il obtient un doctorat en philosophie et lettres (1952) puis devient professeur ordinaire à l’université de Liège à partir de 1957, où il enseigne la psychologie clinique, l'histoire de la philosophie et la métaphysique. Il enseigne ensuite à l’université libre de Bruxelles où il est d'abord titulaire de la chaire Francqui en 1973-1974, puis à l’université catholique de Louvain, où il occupe la chaire Jacques Leclercq en 1976, et à nouveau la chaire Francqui en 1980-1981.
Il est président du Centre interdisciplinaire de recherche en psychanalyse et psychothérapie de l'université de Bruxelles.
Georges Canguilhem fait référence et répond à son ouvrage sur la notion de normal, La thèse que Duyckaerts y formule, suivant laquelle la créativité constitue le critère de la normalité, est reprise par le philosophe Henri Van Lier,. La tension qu'il veille méthodiquement à maintenir entre psychologie et philosophie explique la diversité de son influence. Il marque le travail de plusieurs de ses anciens étudiants, Pierre-Philippe Druet sur Fichte, Michel Dupuis et Daniel Giovannangeli en anthropologie philosophique.
D'un côté, la mise au jour des "fondements théoriques de la psychothérapie" dans La Notion de normal en psychologie clinique, lui fait diagnostiquer, par exemple, à l'origine de l'identification du normal et de la moyenne, "l'assimilation kantienne de toute connaissance à la connaissance physico-mathématique", qu'il critique à la lumière de la phénoménologie de la perception de Merleau-Ponty.
D'un autre côté, il soumet radicalement la métaphysique à la critique de la psychologie. Cette démarche est présente dès son étude initiale du moi absolu chez Fichte et continue de l'être plus tard, notamment dans Conscience et prise de conscience, où il reconsidère sous cet angle le Charmide de Platon, la conception de l'âme selon Bergson, ou analyse "l'identification des dispositifs psychiques et l'erreur spinoziste".
Il accorde une importance particulière à la littérature. Il interroge les œuvres de Georges Rodenbach ou Marguerite Duras ; il thématise et commente chez Henri Michaux des réflexions et des observations qu'il juge dignes des "meilleurs textes contemporains de psychologie scientifique". Ou encore, cernant la " métaphore comme activité créatrice"  à partir d'un passage des Feuillets d'Hypnos de René Char, il tire la conclusion que le transfert est "paradigme de la métaphore".

## Publications

### Ouvrages
- La Notion de normal en psychologie clinique. Introduction à une critique des fondements théoriques de la psychothérapie, Paris, Vrin, 1954.
- La Formation du lien sexuel, Bruxelles, Dessart, 1964.
- Conscience et prise de conscience, Bruxelles, Dessart, 1974.
- Joseph Delboeuf, philosophe et hypnotiseur, Paris, Les empêcheurs de penser en rond, 1993[16].
- Les Fondements de la psychothérapie,  Bruxelles, De Boeck, « Oxalis », 1999.
- (Édition) Avec C. B. Hindley, I. Lezine, M. Reuchlin et A . Zemplini, Édition de Milieu et développement. Symposium de l'Association de psychologie scientifique de langue française, Paris, PUF, 1972, 369 p.
- (Édition) Avec Jacqueline Carroy, Édition de Joseph Delbœuf, Le Sommeil et les rêves et autres textes, Paris, Fayard, Corpus des œuvres de philosophie en langue française, 1993, 439 p.

### Traduction
- Oswald Schwarz, Psychologie sexuelle, traduction et introduction de François Duyckaerts[17].

#### Articles et chapitres d'ouvrages collectifs
- « La Philosophie en Belgique (de 1830 nos jours) », in A. Weber et D.Huisman (dir.), Histoire de la philosophie, Paris, Fischbacher, 1957, p. 443-453.
- « Un problème de perception : des différences à la ressemblance », in J. Blomart et B. Kremer, Perspectives de l'interculturel, Paris, L'Harmattan, 1994, p. 24-32.
- « L'anthropologie d'Oswald Schwarz », Dialectica, vol. 5, 3/4, 1951, p. 362-375.
- « L’imagination productrice dans la logique transcendantale de Fichte », Revue philosophique de Louvain, vol. 50, 26, 1952, p. 230-250 [lire en ligne].
- « Créativité et équilibre psychologique », Les Études philosophiques, 12,3, 1957, p. 116-120[lire en ligne].
- « Intervention: " A mi-chemin de l'eau et de la soif " », Enfance, [lire en ligne], 1979, 5, « Centenaire d'Henri Wallon » p. 347-349.
- « Déontologie : les effets d’une interdiction », Les Feuillets psychiatriques de Liège, 18, 1985, p. 18-25.
- « Déontologie. Le cas du psychologue », Études, [lire en ligne], 362, 1985, 2, p. 199-209.
- « Sigmund Freud, lecteur de Joseph Delboeuf », Frénésie, 8, 198, p. 71-88.
- « La psychologie de la religion : inventaire de croyances, étude de représentations ou recherche de mécanismes ? », Archives de sciences sociales des religions, 63, 2, 1987, p. 167-168, [lire en ligne].
- « Les références de Freud à Delbœuf », Revue internationale d'histoire de la psychanalyse, 1993/6, p. 231-250.
- « Les trois liens dans le couple », Cahiers de psychologie clinique, 3, 1994, p. 101-107.
- « Du sens de l'absence, de Claude-Louis Combet », Cahiers de psychologie clinique, 8, 1997, p. 13-22.
- « Delbœuf et l'énigme de l'hypnose », Corpus. Revue de philosophie, 32, 1997, p. 7-27.
- « Éléments d'éthique familiale », Cahiers de psychologie clinique, 9, 1997, p. 13-22.
- « Un scénario de la fascination », Cahiers de psychologie clinique, 11, 1998, p. 73-86.